# Японский отряд Красного Креста в России

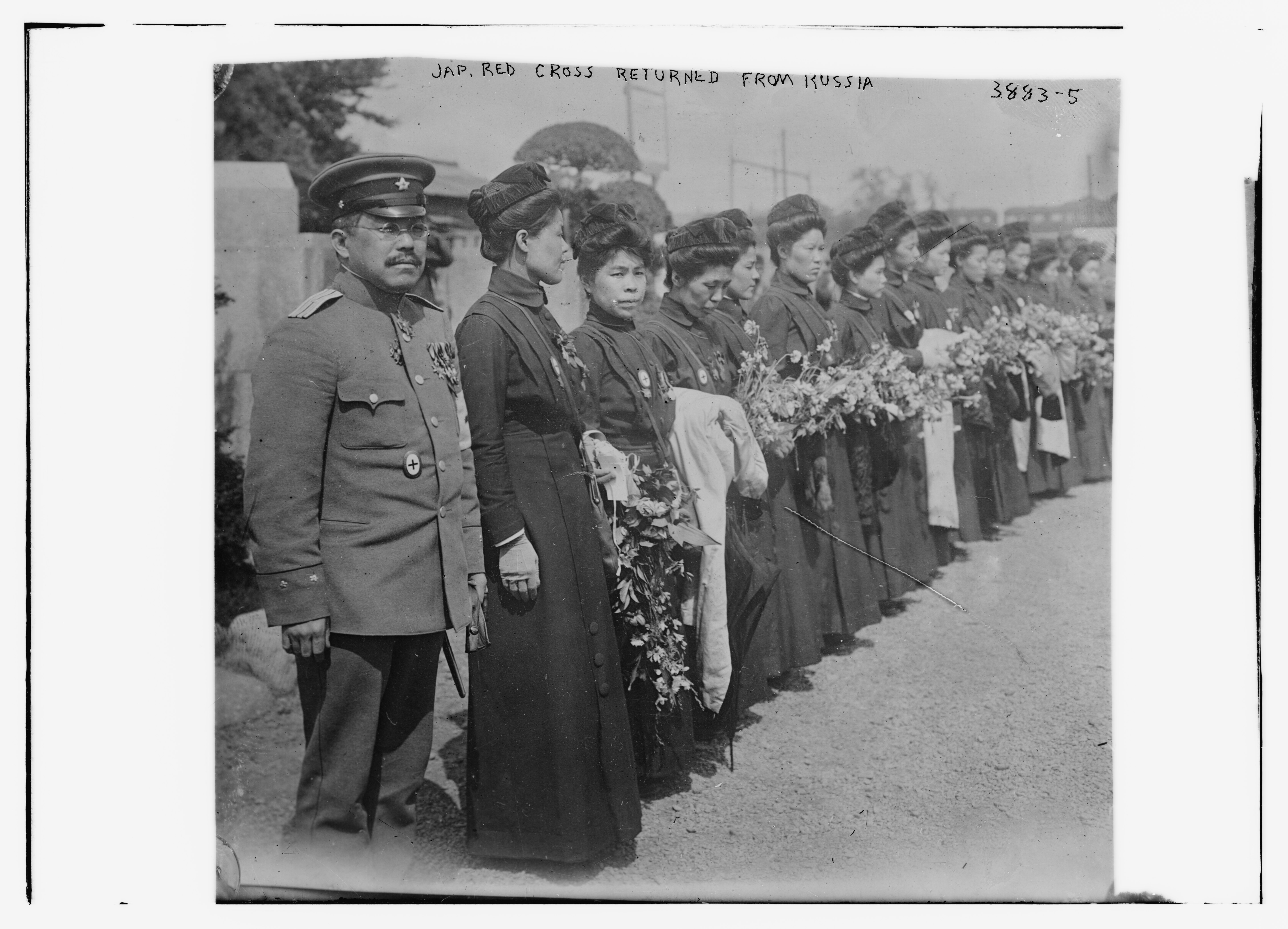
Японский отряд Красного Креста, который вернулся в Японию из России в 1915 году.

Японский отряд Красного Креста в России – медицинская миссия, отправленная Японским обществом Красного Креста в Российскую империю во время Первой мировой войны для оказания помощи раненым солдатам. Решение об отправке отряда было принято в октябре 1914 года, на фоне укрепления российско-японских отношений после вступления обеих стран в войну на стороне Антанты. Отряд состоял из квалифицированного персонала, включавшего опытных хирургов, сестёр милосердия, православного священника и переводчиков. Миссия была оснащена самым современным оборудованием, включая рентгеновский аппарат, и привезла с собой значительный запас медикаментов.
Прибыв в Петроград в октябре 1914 года, отряд разместился в здании Благородного собрания на Итальянской улице, где был организован японский лазарет. Кроме того, при лазарете действовала временная церковь Святого Николая Чудотворца для духовных нужд раненых. Японские медики проявили высокий профессионализм и гуманизм, снискав уважение российских коллег и пациентов. Помимо работы в лазарете, члены отряда, по некоторым данным, оказывали помощь непосредственно на Восточном фронте. Первоначально планировалось, что миссия продлится полгода, однако японский персонал продолжал работу до 1916 года.
Деятельность японского отряда улучшила отношения между Россией и Японией. При этом опыт японской миссии имел общие черты с деятельностью других иностранных медицинских отрядов в России в этот период. 

## Предыстория
В августе 1914 года Япония объявила о вступлении в войну на стороне Антанты. Это решение приветствовалось в Петрограде, поскольку Россия была заинтересована в партнерстве Японии, что обеспечивало прогнозируемость ситуации на Дальнем Востоке. 15 августа Япония предъявила Германии ультиматум с требованием вывода войск из Китая, а 23 августа официально объявила войну Германии. Участие Японии в войне на стороне Антанты имело важное стратегическое значение для России, поскольку позволило нейтрализовать германское влияние в Азии.  
Вступление России и Японии в войну на стороне союзников привело к установлению дружественных отношений между двумя странами, несмотря на недавнюю русско-японскую войну 1904-1905 годов. Этот фактор способствовал активизации российско-японских контактов в различных сферах, включая дипломатию и деятельность обществ Красного Креста. С началом войны в Петроград стали приезжать иностранные медики, которые при поддержке Российского Красного Креста открывали свои госпитали и лазареты для раненых. 

## Отправка отряда
При активном содействии Окума Сигэнобу, в начале октября 1914 года было официально объявлено о решении Японского Красного Креста направить несколько своих медицинских отрядов на европейский театр военных действий для оказания помощи Англии, Франции и России. Петроград первым выразил согласие на прием японского отряда. Историк Ю.С. Пестушко выдвигает версию, что отправка медицинского отряда была альтернативой направлению японских добровольцев на русский фронт.  
Японский отряд изначально находился в Токио и был отправлен в Цуругу, а оттуда отправлен во Владивосток.13 октября 1914 года японский отряд Красного Креста прибыл во Владивосток, где он был торжественно встречен. Приамурский генерал-губернатор Н.Л. Гондатти, который также являлся особоуполномоченным Главного управления Российского общества Красного Креста в Приамурском крае, направил отряду приветственную телеграмму. 15 октября отряд отправился в Петроград почтовым поездом в специально оборудованных вагонах, предоставленных Японским обществом Красного Креста. Организация и проведение поездки находились под контролем  Малевского, русского посла в Японии. 

## Прибытие и создание японского лазарета
После прибытия японского отряда в Петроград в октябре 1914 года ему был оказан торжественный приём. На официальном банкете представители России и Японии выразили готовность к дальнейшему развитию сотрудничества в военной сфере. 
Японский отряд прибыл, будучи достаточно укомплектованный персоналом и оснащённый всем необходимым для работы. Отряд привёз с собой 300 кг багажа, который включал в себя 1600 пудов медикаментов и медицинского оборудования, в том числе рентгеновский аппарат, что в то время было большой редкостью. На операционное и прочее оборудование было выделено 120 тысяч иен. Однако японские бинты и перевязочные материалы оказались слишком малы для русских пациентов, поэтому для лазарета изготавливались новые перевязочные средства. 
Вскоре встал вопрос о размещении лазарета, за что отвечало японское посольство. В целях оперативной транспортировки раненых с фронта было принято решение разместить лазарет вблизи Николаевского (ныне Московского) вокзала. 22 октября 1914 года на заседании Главного управления Российского общества Красного Креста было принято решение о размещении лазарета в новом здании Благородного собрания на Итальянской улице, 27. Это было здание, построенное в 1912-1914 годах по проекту архитекторов братьев Косяковых (В.А. и Г.А. Косяковых) при поддержке русско-японского акционерного общества, представляло собой внушительный шестиэтажный особняк с многочисленными просторными помещениями, изначально предназначенными для размещения клуба Благородного собрания. Благодаря ходатайству председателя лечебной комиссии РОКК Б.М. Шапирова для тяжелораненых низших чинов был выделен весь верхний этаж Благородного собрания. Однако вскоре потребность в койко-местах возросла, и госпиталь расширился, заняв все здание, за исключением театрального зала и прилегающих к нему помещений, которые остались в распоряжении Благородного собрания.  
В ноябре 1914 года, накануне официального открытия, лазарет посетила великая княгиня Мария Павловна. Она осмотрела помещения лазарета, включая перевязочные, санитарные комнаты и кухни, и ознакомилась с подготовкой к приему раненых. Великая княгиня осталась довольна увиденным, высоко оценив уровень медицинского оснащения и санитарных условий, созданных японскими специалистами. Своими впечатлениями она поделилась с супругой японского посла, работавшей в лазарете сестрой милосердия. 
19 декабря 1914 года лазарет Японского Красного Креста для низших чинов был освящен и торжественно открыт. На церемонии открытия присутствовали высокопоставленные представители России и Японии, в частности посол барона Мотоно с супругой и представители японской колонии в Петрограде. Японский госпиталь стал одним из 500 лазаретов, открывшихся в Петрограде во время войны. 
22 декабря 1915 года епископ Нарвский Геннадий освятил временную «Церковь святого Николая Чудотворца при японском госпитале», устроенную в одном из залов второго этажа здания Благородного собрания. Церковь была создана на средства В.Н. Махотина. Алтарь располагался в нише и закрывался раздвижной перегородкой. В ней проводились богослужения японским священником Акирой Морито. Освящение алтаря посетили высокопоставленные представители духовенства Петрограда. Название церкви перекликалось с именем святителя Николая Японского (Ивана Касаткина), русского миссионера, который в конце XI–начале XX века внес огромный вклад в распространение православия в Японии. 
3 января 1915 года Мария Фёдоровна приняла в Аничковом дворце посла Японии и выразила ему благодарность за открытие японского госпиталя в Петрограде. 6 декабря 1915 года состоялось освящение лазарета для раненых японского отряда Красного Креста.
В сентябре 1916 года лазарет Японского Красного Креста в Петрограде посетил принц Японии Котохито. Его визит был связан с подготовкой к визиту великого князя Георгия Михайловича в Японию на церемонию коронации императора. 
Также лазарет посещал японский дипломат граф Тэрадзима, который в это время находился в Петрограде для переговоров о подписании нового русско-японского договора. 20 июня 1916 года договор был подписан министром иностранных дел России Сергеем Сазоновым и послом Японии в России Итиро Мотоно. Этот договор закрепил важность и дружественный характер дипломатических и экономических отношений между двумя странами. 

## На фронте
В некоторых источниках сообщается, что японский отряд работал не только в госпитале, но и оказывал помощь раненым на Восточном фронте. Отряд действовал полгода в районе Кенигсберга, а затем на других участках северо-западной части российско-германского фронта.

## Состав

### Японский медицинский штат
Источники разнятся в численности отряда от 12 до 15 человек. Состав отряда был определен военным министром Японии. Весь персонал отряда владел русским языком «настолько, что мог легко говорить с ранеными». Отряд рассчитан на приём в день 100-150 раненых. Известный состав включает в себя:
- Синсиро Уэно[4][19][20] (в других транслитерациях Йэно[18], Иено[9], Йено[14], Йёно[10]) — лидер отряда. Был известным хирургом в Японии[9][14], имел научное звание доктора медицины. Окончил токийский медицинский факультет и потом четыре года работал в германских университетах[9]. Во время русско-японской войны хирург работал санитаром Красного Креста на пароходе, затем в течение года работал с представителем германского Красного Креста служил в больнице Сэцдагая в Китае[5]. Хорошо говорил по-русски, поскольку ранее посещал Санкт-Петербург[10]. Он думал, что в России будет «легче работать, т.к. Россия великая мировая держава и отличается широтой своей души»[5]. 11 сентября 1915 года был награжден орденом Св. Анны II-й степени[20]. 28 декабря 1915 года награжден орденом Святого Станислава II-й степени[21].
- Теруе Нисимура[19] (Мисимура, Насимура) — младший врач, хирург[18]. Был известен в Японии «как опытный и хороший хирург»[9]. 11 сентября 1915 года был награжден орденом Святого Станислава II-й степени[22]. 28 декабря 1915 года награжден орденом Святого Станислава III-й степени[23]. 29 марта 1916 года награжден орденом Св. Анны III-й степени[24].
- Иосиносуко (Иосинасуке) Мива — младший врач, хирург[18][19]. Был известен в Японии «как опытный и хороший хирург»[9]. 11 сентября 1915 года был награжден орденом Святого Станислава II-й степени[25]. 28 декабря 1915 года был награждён орденом Святого Станислава III-й степени[26]. 29 марта 1916 года награжден орденом Св. Анны III-й степени[27].
- Акира Морито — православный[4] священник[10], в России называемый отец Павел[10][19]. Был настоятелем Богоявленской церкви в Токио[10] и «ближайшим помощником просветителя Японии епископа Николая»[9]. В графе звание указано как «переводчик». 11 сентября 1915 года был награжден орденом Св. Анны III-й степени[28]. 28 декабря 1915 года награжден орденом Святого Станислава III-й степени[29]. 29 марта 1916 года вновь был награжден Орден Св. Анны III-й степени[30].
- Томи Тошонари (Томонари[19]) — старшая сестра милосердия, прошла специальный отбор в Японском Красном Кресте. Имела большую медицинскую практику и принимала участие в русско-японской войне[9]. 28 декабря 1915 года была награждена золотой медалью «За усердие»[31]. 29 марта 1916 года была награждена серебряной медалью «За усердие»[32].
- Мина Иосида — сестра милосердия, прошла специальный отбор в Японском Красном Кресте. Имела большую медицинскую практику и принимала участие в русско-японской войне[9]. 28 декабря 1915 года была награждена серебряной медалью «За усердие»[33].
- Фуио Нагай — сестра милосердия, прошла специальный отбор в Японском Красном Кресте. Имела большую медицинскую практику и принимала участие в русско-японской войне[9]. 28 декабря 1915 года награждена серебряной медалью «За усердие»[34].
- Нацу Оруги (Хацу Огури[19])— сестра милосердия, прошла специальный отбор в Японском Красном Кресте. Имела большую медицинскую практику и принимала участие в русско-японской войне[9]. 28 декабря 1915 года была награждена серебряной медалью «За усердие»[35]. 29 марта 1916 года награждена золотой медалью «За усердие»[36].
- Вика Окава (Окана[19]) — сестра милосердия, прошла специальный отбор в Японском Красном Кресте. Имела большую медицинскую практику и принимала участие в русско-японской войне[9]. 28 декабря 1915 года награждена серебряной медалью «За усердие»[37].
- Фуми Сугияма (Супяма[19]) — сестра милосердия, прошла специальный отбор в Японском Красном Кресте. Имела большую медицинскую практику и принимала участие в русско-японской войне[9]. 28 декабря 1915 года была награждена серебряной медалью «За усердие»[38].
- Рип (Рин[19]) Фукуда — сестра милосердия, прошла специальный отбор в Японском Красном Кресте. Имела большую медицинскую практику и принимала участие в русско-японской войне[9]. 29 марта 1916 года награждена золотой медалью «За усердие»[39][40].
- Баронесса Котоко — супруга японского посла Мотоно, добровольно работала сестрой милосердия[14][10]. Принимала влиятельных персон в госпитале[12].
- Коя (Кая) Вада — доктор химии, аптекарь[19]. 11 сентября 1915 года награждена орденом Святого Станислава II-й степени[41]. 28 декабря 1915 года награждена орденом Святого Станислава III-й степени[42]. 29 марта 1916 года награждена Орден Св. Анны III-й степени[43].
- Исао Мануй (Мацуй) — секретарь[19]. 11 сентября 1915 года был награжден орденом Св. Анны III-й степени[44]. 28 декабря 1915 года награждён орденом Святого Станислава III-й степени[45].

Также в документах упоминаются следующие японцы: 
- Исава Тацуно — сестра милосердия. 29 марта 1916 года награждена серебряной медалью «За усердие»[46].
- Чуман Мисаки — сестра милосердия. 29 марта 1916 года награждена серебряной медалью «За усердие»[47].
- Ито Томаки — сестра милосердия. 29 марта 1916 года была награждена серебряной медалью «За усердие»[48].
- Изубучи Чио — сестра милосердия,. 29 марта 1916 года была награждена серебряной медалью «За усердие»[49].
- Муто Сато — сестра милосердия,. 29 марта 1916 года была награждена серебряной медалью «За усердие»[50].
- Хачия Кацу — сестра милосердия. 29 марта 1916 года была награждена серебряной медалью «За усердие»[51].
- Хирадзука Харутоси — чиновник, который работал в канцелярии японского посольства в Петрограде во время Первой мировой войны. 29 марта 1916 года был награжден орденом Святого Станислава III степени[52].
- Терада Тасабура — переводчик. 29 марта 1916 года был награжден серебряной медалью «За усердие»[53].
- Сиратори Иозо — переводчик. 28 декабря 1916 года награжден золотой медалью «За усердие»[54].

### Японские музыканты
Также в японском госпитале были трое японских музыканта. Директор Императорских театров В.А. Теляковский записал в своём дневнике: «18 сентября 1915 года. Японский посол Мотоно просил меня сегодня приехать в Малый зал Консерватории, чтобы прослушать японских музыкантов. Эти музыканты в количестве трех человек по своей охоте выехали из Японии, чтобы музыкой услаждать в лазаретах раненых. Ехали они через Владивосток и доехали до Петрограда. Играли они на своеобразных японских инструментах… Музыка японская нам мало понятна, в нее надо вслушаться, гамма у них не полная. Ритм чувствуется сильно. Флейтист, должно быть, талантливый музыкант. В общем, музыка архаичная».

### Русский медицинский штат
Во время пребывания японского отряда в Петрограде к японской миссии был прикомандирован русский персонал добровольцев для содействия в помощи. Точный состав неизвестен, и по разным оценкам состоит из: санитар от 10 до 26, сестёр милосердия от 4 до 11, врачей от 2 до 4. Также к ним были прикомандированы несколько клерков и 12 женщин обслуживающего персонала, не считая сестёр милосердия. Среди русского персонала также был как минимум один японец переводчик Накамура. Известный возможный состав:
- Атаянц Исаак — врач. 22 июля 1916 года был награжден орденом Святого Станислава III степени[56].
- Башарин Василий — старший санитар. 28 декабря 1915 года награждён серебряной медалью «За усердие»[57].
- Ягафаров Сулейман — санитар. 22 июля 1916 года награжден золотой медалью «За усердие»[58].
- Мартырьев Петр  — санитар. 22 июля 1916 года был награжден золотой медалью «За усердие»[59].
- Берестенников Василий — санитар. 22 июля 1916 года награжден серебряной медалью «За усердие»[60].
- Гуревич Соломон — санитар. 28 декабря 1915 года награждён серебряной медалью «За усердие»[61]
- Морозов Александр — санитар. 22 июля 1916 года был награжден серебряной медалью «За усердие»[62].
- Котягин Герасим — санитар. 22 июля 1916 года был награжден серебряной медалью «За усердие»[63].
- Крутяков Матвей — санитар. 22 июля 1916 года был награжден серебряной медалью «За усердие»[64].
- Соснихин Василий — санитар. 22 июля 1916 года был награжден серебряной медалью «За усердие»[65].
- Марач Фома — санитар. 22 июля 1916 года был награжден серебряной медалью «За усердие»[66].
- Смирнов Иван — санитар. 22 июля 1916 года был награжден серебряной медалью «За усердие»[67].
- Сеньковский Валериан — санитар. 22 июля 1916 года был награжден серебряной медалью «За усердие»[68].
- Королев Сергей — санитар. 22 июля 1916 года был награжден серебряной медалью «За усердие»[69].
- Семёнов Василий — санитар. 22 июля 1916 года был награждён серебряной медалью «За усердие»[70].
- Чуйков Родион Лукьянович — санитар[71].
- Филягин Петр Ильич — санитар[72].
- Кургузов Василий Григорьевич — санитар[73].
- Чернышев Борис — надворный советник. Служил врачом-специалистом в клинике для приходящих больных при Покровской Общине сестер милосердия. 14 ноября 1916 года был награжден орденом Святого Станислава II-й степени[74].
- Мачихина Клавдия — заведующая бельем, вдова потомственного почетного гражданина. 22 июля 1916 года была награждена серебряной медалью «За усердие»[75].
- Ауэрбах Мария — старшая сестра милосердия. 28 декабря 1915 года награждена золотой медалью «За усердие»[76].
- Баркова Лидия — сестра милосердия. 22 июля 1916 года награждена серебряной медалью «За усердие»[77].
- Большева Кира — сестра милосердия. 22 июля 1916 года была награждена серебряной медалью «За усердие»[78].
- Кавос Мария — сестра милосердия. 28 декабря 1915 года награждена серебряной медалью «За усердие»[79].
- Лошкарева Мария — сестра милосердия. 28 декабря 1915 года была награждена серебряной медалью «За усердие»[80].
- Иорданова Елена — сестра милосердия. 22 июля 1916 года была награждена золотой медалью «За усердие»[81].
- Княгиня Мещерская Мария — сестра милосердия. 28 декабря 1915 года награждена серебряной медалью «За усердие»[82].
- Лефевр Сусанна — сестра милосердия. 28 декабря 1915 года награждена серебряной медалью «За усердие»[83].
- Фон-Крузе Мария — сестра милосердия. 28 декабря 1915 года награждена серебряной медалью «За усердие»[84].
- Свечина Елисавета — сестра милосердия. 28 декабря 1915 года награждена серебряной медалью «За усердие»[85].
- Гатова Елисавета — фельдшерица. 22 июля 1916 года была награждена серебряной медалью «За усердие»[86].
- Косуке Накамура (Михаил Иванович)— японец местного найма, переводчик[19]. Прервал свое обучение в Казанской духовной семинарии, чтобы работать переводчиком в японском госпитале. В ноябре 1915 года, когда основная часть японцев уехала на родину, он вернулся в Казань, где в 1916 году завершил свое обучение в семинарии[18]. 28 декабря 1915 года награждён золотой медалью «За усердие»[87].

## Отъезд японского отряда

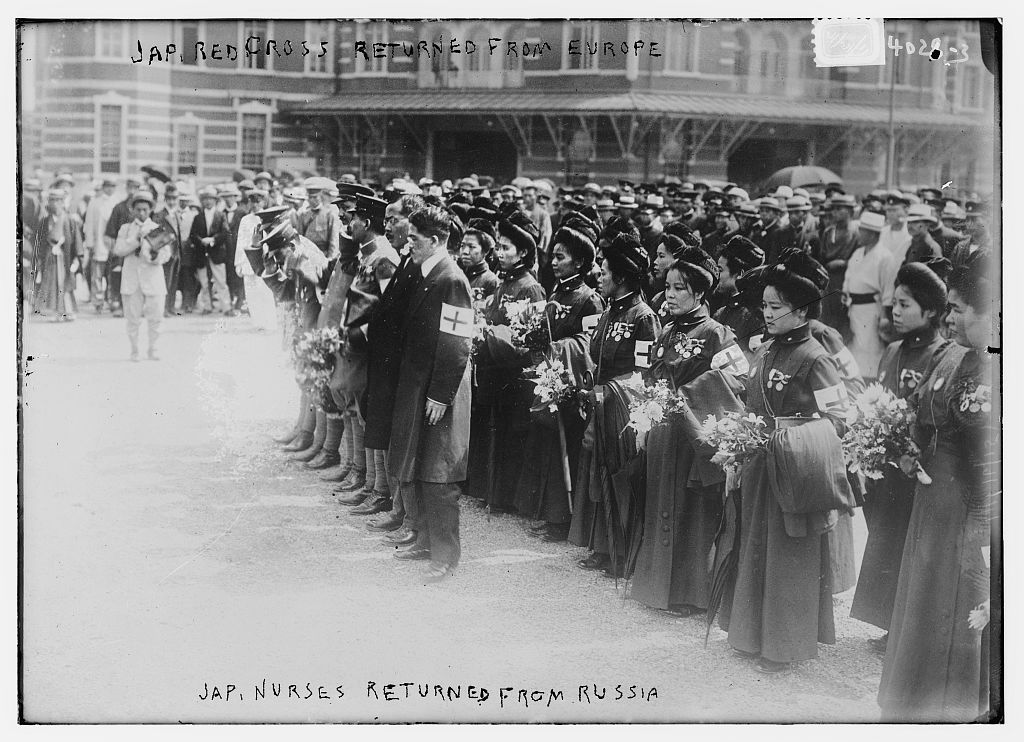
Подпись внизу «ЯПОНСКИЕ МЕДСЕСТРЫ ВЕРНУЛИСЬ ИЗ РОССИИ»

Первоначально планировалось, что японский медицинский персонал пробудет в России полгода, однако в итоге он оставался в Петрограде до конца 1915 года. Отряду пришлось вернуться на родину, поскольку он был переутомлён и нуждался в отдыхе. К ноябрю 1915 года 70% японских медиков вернулись в Японию. Вместе с ними уехали и японские музыканты. Остальные вернулись летом 1916 года. За время работы японского отряда из 500 тяжелораненых пациентов умерло только 6 человек.
На смену был создан новый отряд из четырех врачей, двух помощников и 20 сестер милосердия. Доктор Кино, заведующий госпиталем в Нагасаки, ответственный за набор сестер милосердия во новый отряд, отмечал, что желающих отправиться в Россию оказалось гораздо больше, чем требовалось. Дальнейшая судьба второго японского отряда неизвестна. Информация о деятельности японской миссии в Петрограде после 1916 года отсутствует. Возможно, второй отряд так и не был отправлен в Россию в связи с нарастанием революционной ситуации в стране и изменением обстановки на фронтах Первой мировой войны.
После отъезда японского персонала руководство госпиталем перешло к русским врачам. Госпиталь, включая церковь, продолжал работать до 1918 года. Позднее в здании бывшего Благородного собрания разместился Дворец пролетарской культуры. В настоящее время здание занимает Петербургская телерадиокомпания и пресс-центр.

## Реакция
Японская медицинская поддержка русской армии стала известна по всей России. Деятельность госпиталя японского отряда Красного Креста широко освещалась в газетах. В частности, несколько изданий опубликовали материалы, посвященные торжественному открытию госпиталя 19 декабря 1914 года.
Газета «Новое время» сообщала: «6 декабря в присутствии японского посла барона Мотоно, его супруги и чинов посольства состоялось освящение лазарета для раненых воинов, организованное японским обществом Красного Креста; под лазарет, рассчитанный на 100 нижних чинов, снято помещение в новом здании Благородного собрания. При лазарете операционная, перевязочная, полное оборудование хирургического и рентгеновского кабинетов непосредственно доставлено хирургом Иено из Японии. Освящению предшествовал молебен, который совместно с японским священником о. Павлом Морита служил прот. А. Виноградов. Во время молебствия было возглашено Царское многолетие Русскому и японским царствующим домам».
Как в Японии, так и в России осознавалась преимущественно пропагандистская роль направляемого в Россию медицинского отряда, а не его реальное влияние на ситуацию с медицинским обеспечением армии. Например, газета Хооци 23 октября 1914 года писала, что «Отправка каких-либо десяти с лишним человек дело ничтожное, но она, вероятно, будет иметь довольно значительные результаты. Россия, как страна высокой цивилизации, имеет полные приспособления касательно больных и раненых. Следовательно, вовсе не чувствует нужды в помощи японцев... Наша капля воды это, с одной стороны, утешение для страждущих, а с другой стороны, служит реальным примером, насколько японцы сумеют работать в деле человеколюбия».
5 января 1915 года газета «Петроградский листок» опубликовала наблюдение про японских врачей: «В Петрограде получено письмо одного из врачей, сообщающего о деятельности японских докторов и сестер милосердия. "Работают они удивительно искусно, можно сказать, ажурно, точно священнодействуя. Их медицина вполне отвечает самым строгим требованиям современной науки. Им свойственна какая-то не наша, не здешняя, фантастическая неутомимость. Незнание русского языка им нисколько не мешает в их работе. Они молчаливы по характеру своему, и даже я заметил, держась потом в сторонке поближе друг к другу, они мало обмениваются между собою мыслями, но, по-видимому, спаяны какой-то железной связью. Между прочим, из Японии присланы к нам в армию материалы для ухода за ранеными, вата, корпия, инструменты. Среди ужасов войны, в атмосфере, где человек на человека точит поминутно нож, как-то особенно трогательно видеть ту братскую помощь, поданную из-за десятков тысяч верст"».

## Сравнение

### Общие черты иностранных медицинских миссий в России
Деятельность Англо-русского госпиталя и лазарета Японского Красного Креста в Петрограде, Американского госпиталя в Киеве, подвижного лазарета Голландской реформаторской церкви, Датского и Болгарского санитарных отрядов имела ряд общих черт.
Все эти медицинские формирования находились в двойном подчинении: с одной стороны, они подчинялись международным благотворителям, организовавших и финансировавших их деятельность, а с другой — Российскому обществу Красного Креста (РОКК), под чьим покровительством они действовали на территории России. Обязанности по обеспечению деятельности отрядов были разделены между иностранными учредителями и РОКК. Иностранные организации отвечали за формирование отрядов, подбор персонала, выплату жалованья, обеспечение медикаментами, оборудованием и транспортом. РОКК, в свою очередь, предоставляло помещения, обеспечивало снабжение бельем, провиантом и решало другие хозяйственные вопросы.
Все иностранные медицинские формирования включали в свой штат не только иностранных специалистов, но и российских врачей, сестер милосердия, санитаров и другой персонал. Зачастую руководство отрядами также осуществлялось российскими специалистами.

### Общие черты японских медицинских отрядов в странах-Антанты

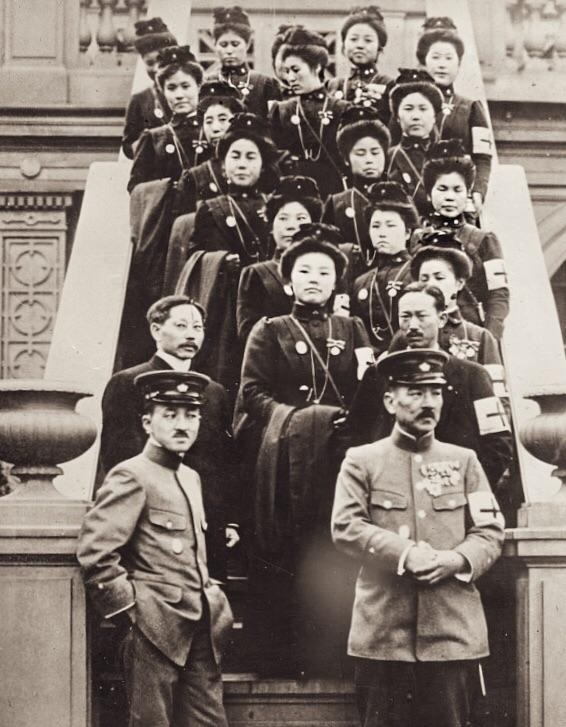
Японский отряд Красного Креста во Франции

Японские медицинские отряды, отправленные в Россию и Францию, имели схожий опыт организации и деятельности. Однако, состав отрядов различался в зависимости от потребностей принимающей стороны. В России, где не было нехватки в сестрах милосердия, Российское общество Красного Креста сделало больший упор на привлечение японских врачей. Во Франции, напротив, в японском отряде было больше медсестер. 
Прибытие японских медсестер получило широкое освещение в прессе Антанты, и их усилия получили высокую оценку. Как и Россия, Франция и Великобритания продлили деятельность медицинских отрядов с полгода до пятнадцати месяцев.

## Память
В советский период возник исторический миф о том, что здание Благородного собрания в Петрограде, где во время Первой мировой войны располагался лазарет Японского Красного Креста, было построено для японского посольства. Это ошибочное представление было распространено среди работников Дома Радио и включалось в экскурсии по зданию. Однако на самом деле японское посольство никогда не размещалось в этом здании.
По мнению исследователя Аи Такахаси, работа японского медицинского отряда в России после окончания русско-японской войны свидетельствует о положительном отношении российского общества к японскому отряду и о растущем международном влиянии Японии. Историк З. В. Кравчук считает, что «беспрецедентный порыв Японского Красного Креста и в высшей степени благородная миссия медиков Японии в Петрограде на протяжении нескольких лет, начиная с 1914 до конца 1916 года, живы в памяти русского народа и жителей Петербурга–Петрограда. Спасенные японскими врачами солдаты и офицеры остались благодарными Стране восходящего солнца за подвижнический труд».
В 2014 году, к 100-летию со дня прибытия японского отряда в Россию, были проведены ряд мероприятий, направленных на сохранение памяти об этом событии. В Музее-заповеднике истории Дальнего Востока им. В.К. Арсеньева работала выставка «Первая. Забытая», на которой была представлена тема «Японский отряд Красного Креста в России». 6 декабря 2014 года в Доме дружбы прошел круглый стол, посвященный деятельности японского госпиталя в Петрограде.

## Комментарии
1. ↑  В 1917 году эти же вагоны использовались для перевозки семьи императора Николая II в Тобольск.